# Mohammed Musa
Mohammed Musa Idris (3 maggio 1984) è un calciatore sudanese, di ruolo difensore.

## Carriera
Ha esordito con la Nazionale sudanese nel 2012.